# Déus de la mar de la mitologia grega
Els antics grecs tenien una gran quantitat de déus de la mar.
El filòsof Plató comentà una vegada que els grecs eren com granotes segudes al voltant d'un estany: les seues ciutats abraçaven la costa mediterrània, des del continent hel·lènic fins a Àsia Menor, Cirene, Sicília i el sud d'Itàlia. És per això que s'hi desenvolupà una rica varietat de deïtats aquàtiques. Els déus marins grecs inclouen poders primordials, un d'olímpic, nimfes ctòniques, i també herois mortals, personatges tramposos i monstres.
És important conéixer aquests déus perquè a causa que el mar fou una amenaça important al llarg de la història grega, una gran quantitat de pensament moral, cosmològic i mitopoètic envolta les seues divinitats. L'àmplia varietat i raresa dels déus de la mar grecs sembla donar dades sobre la prehistòria de la religió grega.

## Tipus de déus de la mar

### Poders primordials
Alguns dels primers pensadors grecs convertiren les deïtats de la mar en poders primordials. Els titans Oceà i Tetis eren pares dels déus en la Ilíada, mentre que el poeta espartà Alcman feu de la nimfa Tetis una figura demiürga. La cançó d'Orfeu en el llibre I de les Argonàutiques lloa la nimfa marina Eurínome com la primera reina dels déus, doncs era esposa del gegant nascut de la mar Ofíon.
La cosmogonia presocràtica de Tales, que considerava l'aigua el primer element, pot ser que siga conseqüència d'aquest pensament poètic.
La primacia dels déus aquàtics pot ser una reminiscència, o haver estat agafada de la mitologia de l'antic Orient Pròxim, en què Tiamat (l'aigua salada) i Apsu (l'aigua dolça) eren els primers déus de l'Enuma Elix, i es deia que l'esperit de Déu havia «planat sobre les aigües» en el Gènesi.

### Posidó i els herois

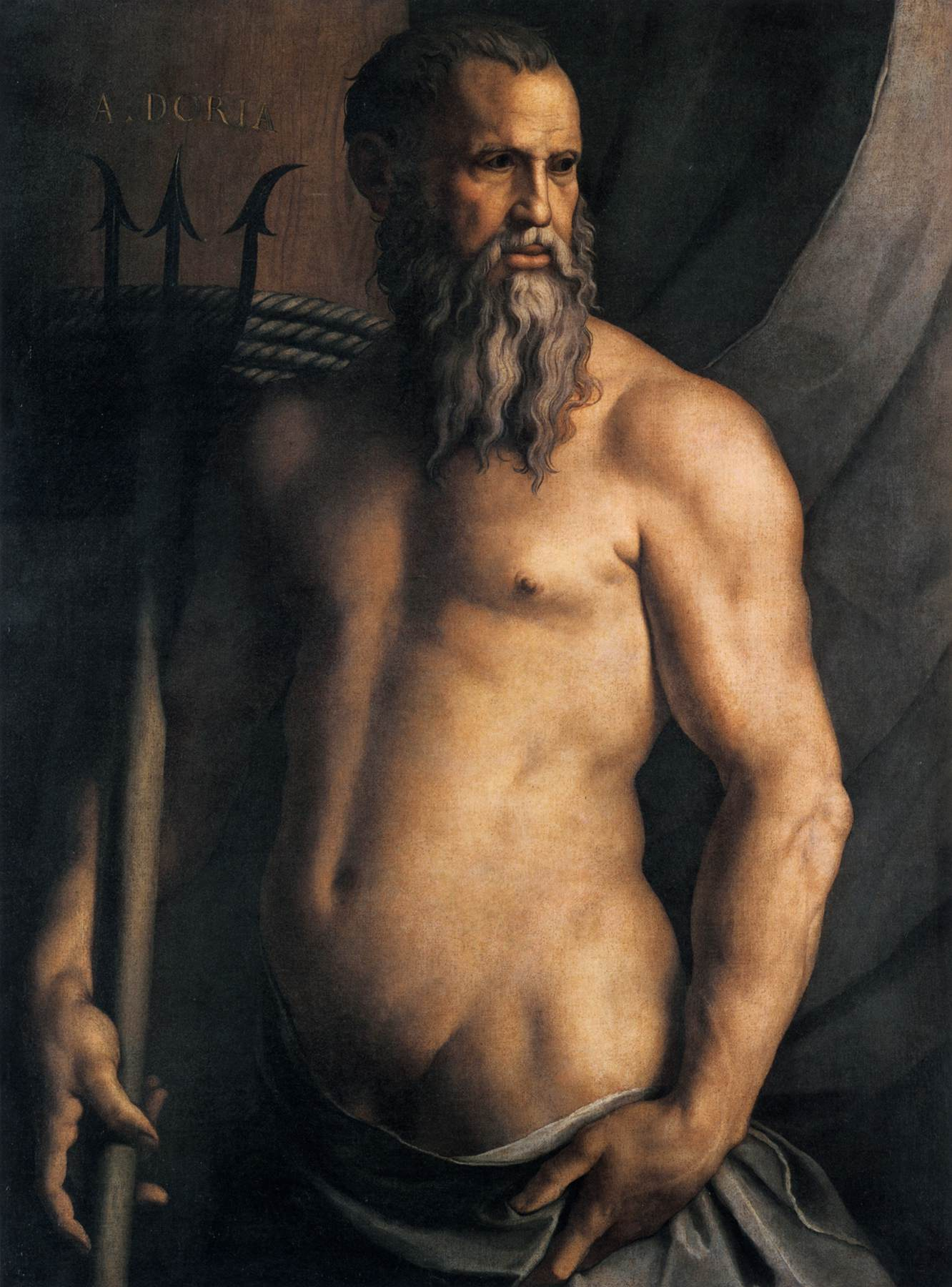
Andreu Doria caracteritzat com a Posidó, déu de la mar, per Agnolo Bronzino

Posidó, com a déu de la mar, fou un poder important de l'Olimp. Era el principal mecenes de Corint, de moltes ciutats de la Magna Grècia i també de la llegendària Atlàntida de Plató.
Molts estudiosos coincideixen que Posidó era un déu dels cavalls abans que un déu marí. Com a tal, estava íntimament relacionat amb el càrrec prehistòric de rei, el principal emblema del qual i animal de sacrifici era el cavall. Així, en les tauletes micèniques en lineal B trobades a Pilos, el nom PO-ES-DA-WO-NE (Posidó) apareix freqüentment relacionat amb el de wanax (‘rei’), i el seu poder era de naturalesa cada vegada més marítima que eqüestre. El nom de Posidó apareix més sovint que el de Zeus (DI-U-JA), i se sol relacionar, sovint en un paper secundari, amb Demèter (DA-MA-TE).
Quan el càrrec de wanax desaparegué durant l'edat fosca, el vincle entre Posidó i la reialesa s'oblidà, encara que no totalment. En l'Atenes clàssica, Posidó es recordava com a oponent i sòsies d'Erecteu, el primer rei d'Atenes. A Erecteu es retia culte a la seua tomba amb el títol de Posidó Erecteu.
Un altre possible ressò d'aquesta associació arcaica fora el principal ritual de l'Atlàntida, que segons explica Plató en Critias, era el sacrifici nocturn d'un cavall ofert a Posidó pels reis de la imaginada illa.
Mantenint la relació mitopoètica entre genets i mariners, els herois eqüestres Càstor i Pòlux eren invocats pels navegants contra els naufragis. Els antics grecs interpretaven el fenomen del foc de Sant Elm com la presència visible dels semideus.

### Ancians i nimfes

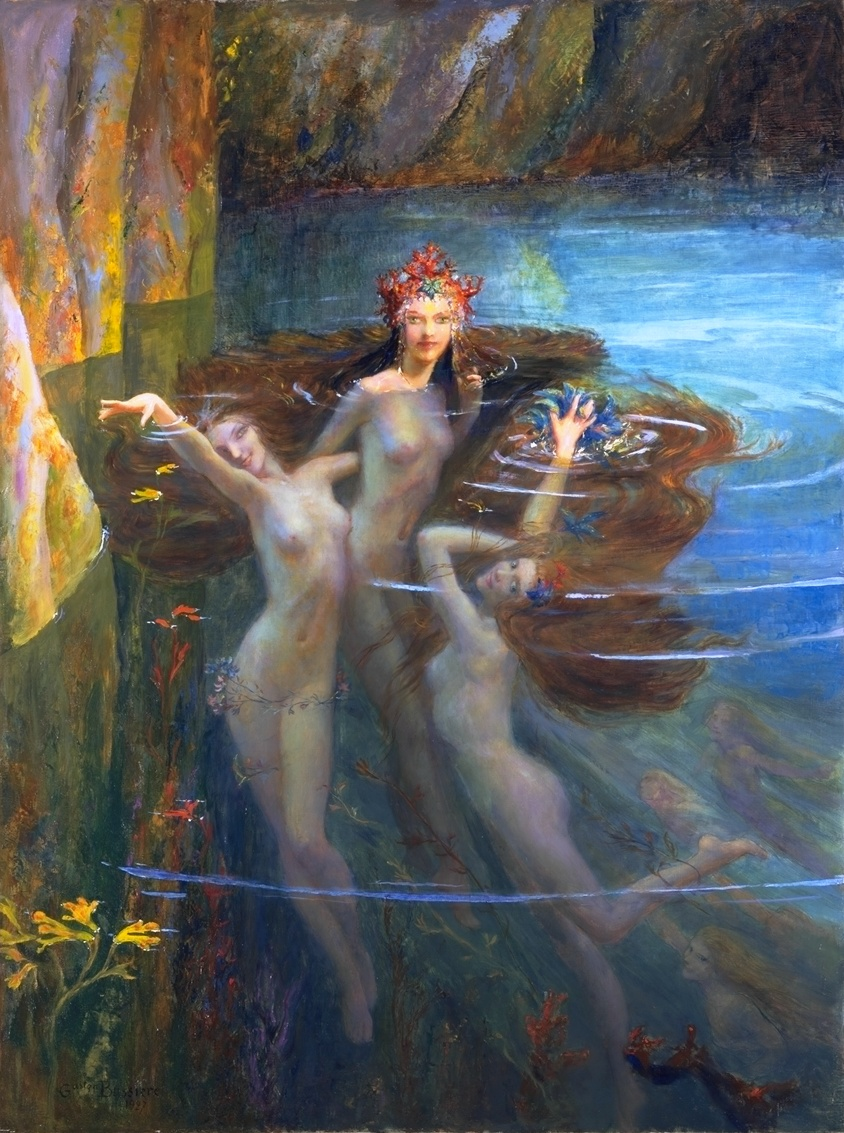
Nereides

Alguns déus de la mar s'ajusten a un mateix tipus: el de l'halios geron (ἅλιος γέρων) o ancià de la mar d'Homer: Nereu, Proteu, Glauc i Forcis. Tots tenen el poder de canviar de forma, són profetes, i engendraren nimfes de bellesa radiant i monstres horribles. La diferència entre aquests és difusa, doncs Hesíode explica que Forcis es casà amb «la de belles galtes», Ceto, el nom del qual coincideix amb el del monstre amb què Andròmeda estava destinada a ser sacrificada. Cada aparició d'aquests déus en els mites emfasitza un aspecte diferent de l'arquetip: Proteu i Nereu per canviar de forma i ser tramposos, Forcis com a pare de monstres, Nereu i Glauc com a profetes, Nereu per la bellesa de les seues filles...
Aquests ancians són pares o iaios de nimfes o monstres, que de vegades porten noms al·legòrics:Tetis, ‘sistema’; Telest, ‘èxit’, o geogràfics: Rode de ‘Rodes'; Nils, ‘Nil'. Cada ancià amb les seues filles és una mena de panteó en miniatura, una possible configuració diferent del món espiritual, moral i físic al voltant de la mar.
La figura dels ancians s'ha interpretat de múltiples maneres: des de supervivents antics déus egeus que presidien les ones abans de Posidó (Kerenyi) fins a personificacions de l'especulació arcaica de la relació entre veritat i intel·ligència (Detienne).
L'Odissea d'Homer conté una inoblidable descripció d'una cova de les Nereides a Ítaca, prop d'un port consagrat a Forcis. El filòsof neoplatònic Porfiri interpreta aquest passatge com una al·legoria de l'univers complet.

## L'altre món i l'artesania
La mar, alhora desert i origen de prosperitat, aguaitava amenaçadora i ambivalent en la ment grega. A part del flux i reflux de la pirateria, el viatge marítim era ple de perills sobrehumans i incerteses fins a la revolució industrial. És impossible avaluar la crisi espiritual en les relacions de la cultura egea amb els perills de la mar i la capacitat de les seues deïtats que degueren originar els tsunamis que acompanyaren l'explosió volcànica i el col·lapse de Santorí, al 1650 ae. Sembla improbable que la percepció de la mar i les seues deïtats sobrevisqueren intactes al cataclisme.
Així, el cap Matapan, el punt on continent grec s'endinsa més a la Mediterràniai, seria simultàniament un important punt de referència de navegació, un santuari de Posidó i l'indret pel qual es deia que Orfeu i Hèracles havien entrat a l'Hades.
Aquest tema és evident en les paradoxals festes de l'ombrívola deïtat marina Leucòtea (‘dea blanca’), celebrades en moltes ciutats gregues. Identificant-la amb l'heroïna ofegada Ino, els adoradors oferien sacrificis mentre feien un frenètic dol. El filòsof Xenòfanes remarcà una vegada que si Leucòtea fora una dea no caldria plorar per ella, i si fora mortal no caldria dedicar-li sacrificis.

Alhora, el parcial domini humà sobre la mar perillosa era una de les fites més potents del progrés. Aquest tema s'exemplifica en la segona oda coral de l'Antígona de Sòfocles:
| «                | Les meravelles són moltes, i cap més gran que l'ésser humà. El seu poder abasta la mar, fins quan s'alça blanca abans de la tempesta del vent del sud i fa una senda sota l'onatge que amenaça amb empassar-se'l. | » |
| — línies 332-338 | |   |

Certes deïtats marines estan íntimament unides a la pràctica de l'artesania humana. Els telquines, per exemple, eren una mena de dimonis aquàtics meitat humans, meitat llúdries, i se'n deia que havien estat els primers habitants de Rodes. Aquests éssers foren reverenciats per la seua metal·lúrgia i imprecats pel seu fatal mal d'ull. En el Prometeu encadenat d'Èsquil, l'artesà pres és auxiliat per les filles d'Oceà i Hefest tenia la forja en la «volta del mar Lemnos».
El nexe de la mar, l'altre món i l'artesania està més ben encarnat en els cabirs de Samotràcia, que supervisaven alhora la salvació dels naufragis, la metal·lúrgia i els ritus mistèrics.

## Art i literatura
En la marítima Odissea d'Homer és Posidó, en lloc de Zeus, el principal desencadenant dels successos.
Encara que la nimfa marina Tetis apareix només al principi i al final de la Ilíada, resulta un personatge sorprenentment poderós quan apareix. És capaç de doblegar la voluntat de Zeus, i de disposar de totes les forges d'Hefest. La seua profecia sobre el destí d'Aquil·les indica un grau de precognició del qual no disposaven la majoria dels altres déus en l'èpica.
En l'art hel·lenístic, el motiu del marine thiasos o "assemblea dels déus de la mar" fou sovintejat entre els escultors.